# Wodopływek

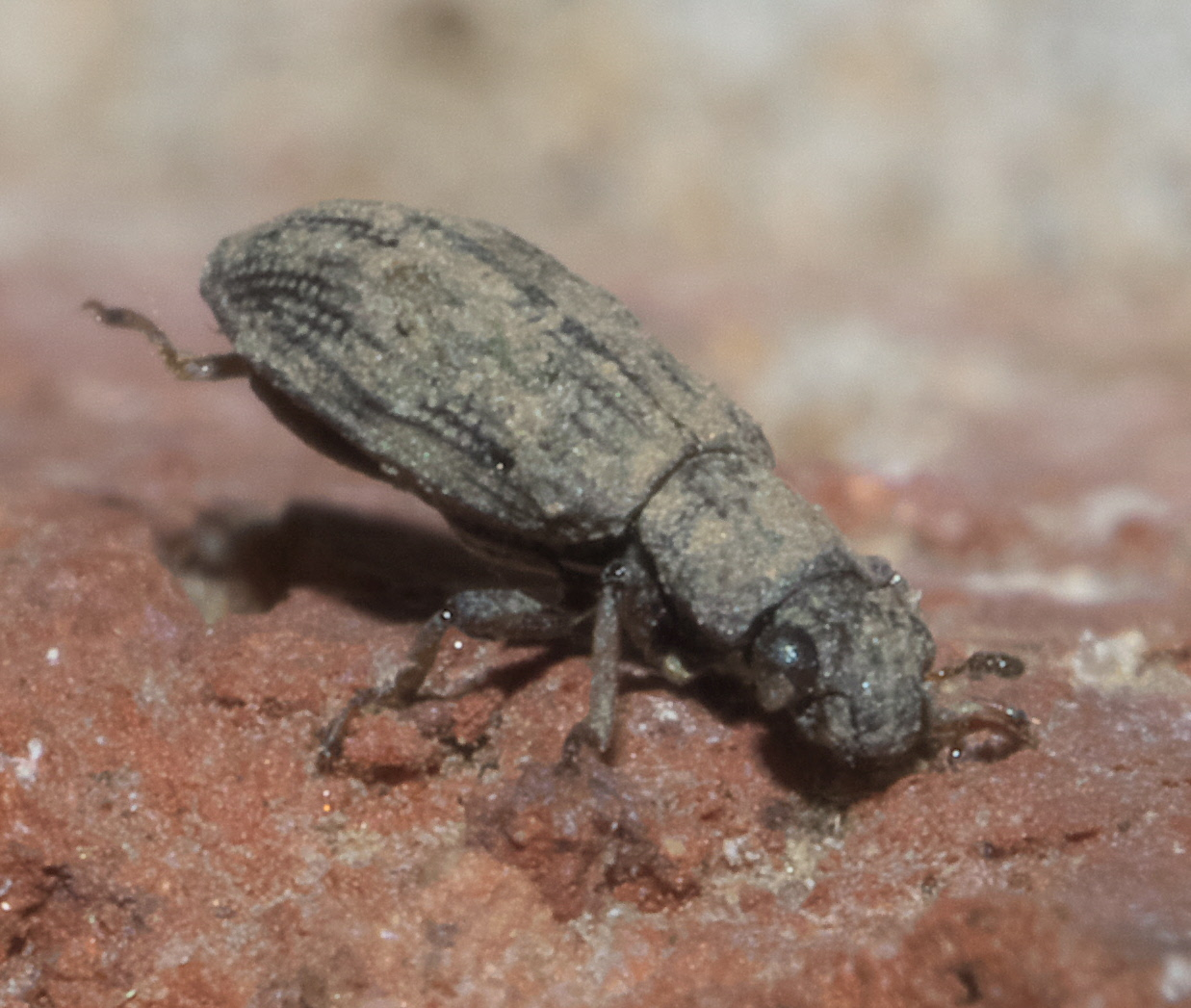
Chrząszcz w środowisku naturalnym

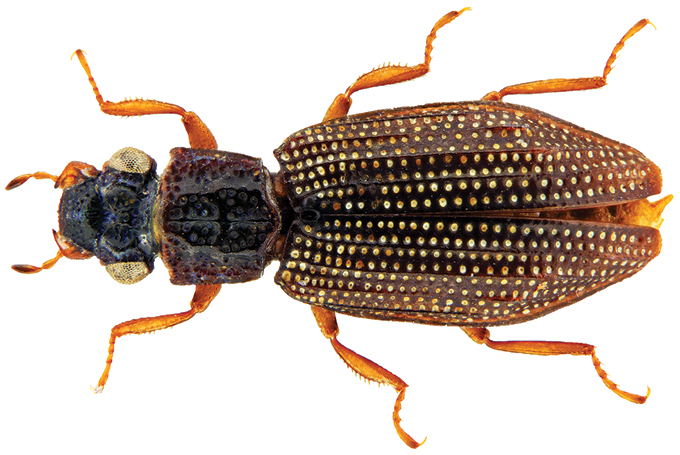
Nieoznaczony gatunek

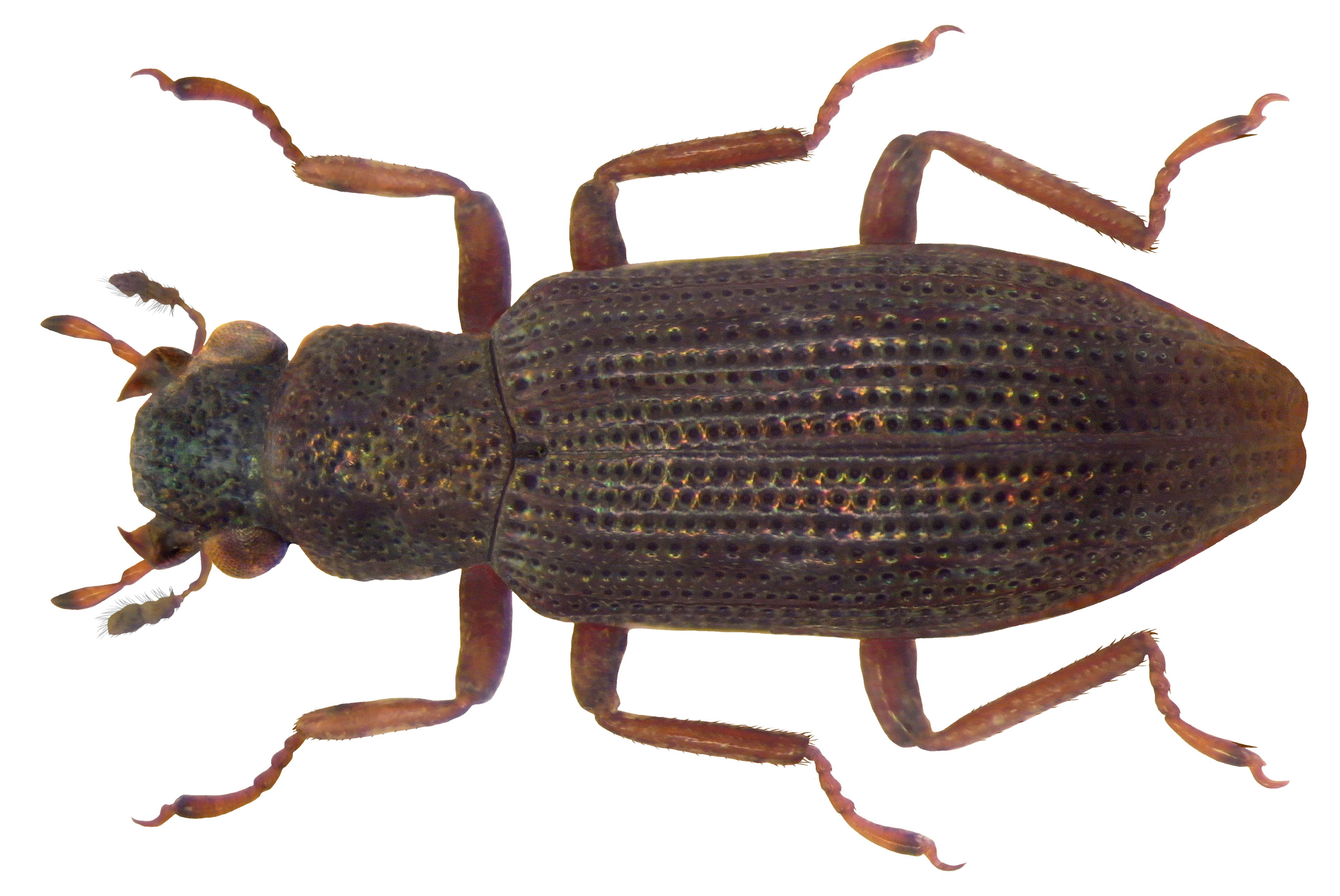
Hydrochus angustatus

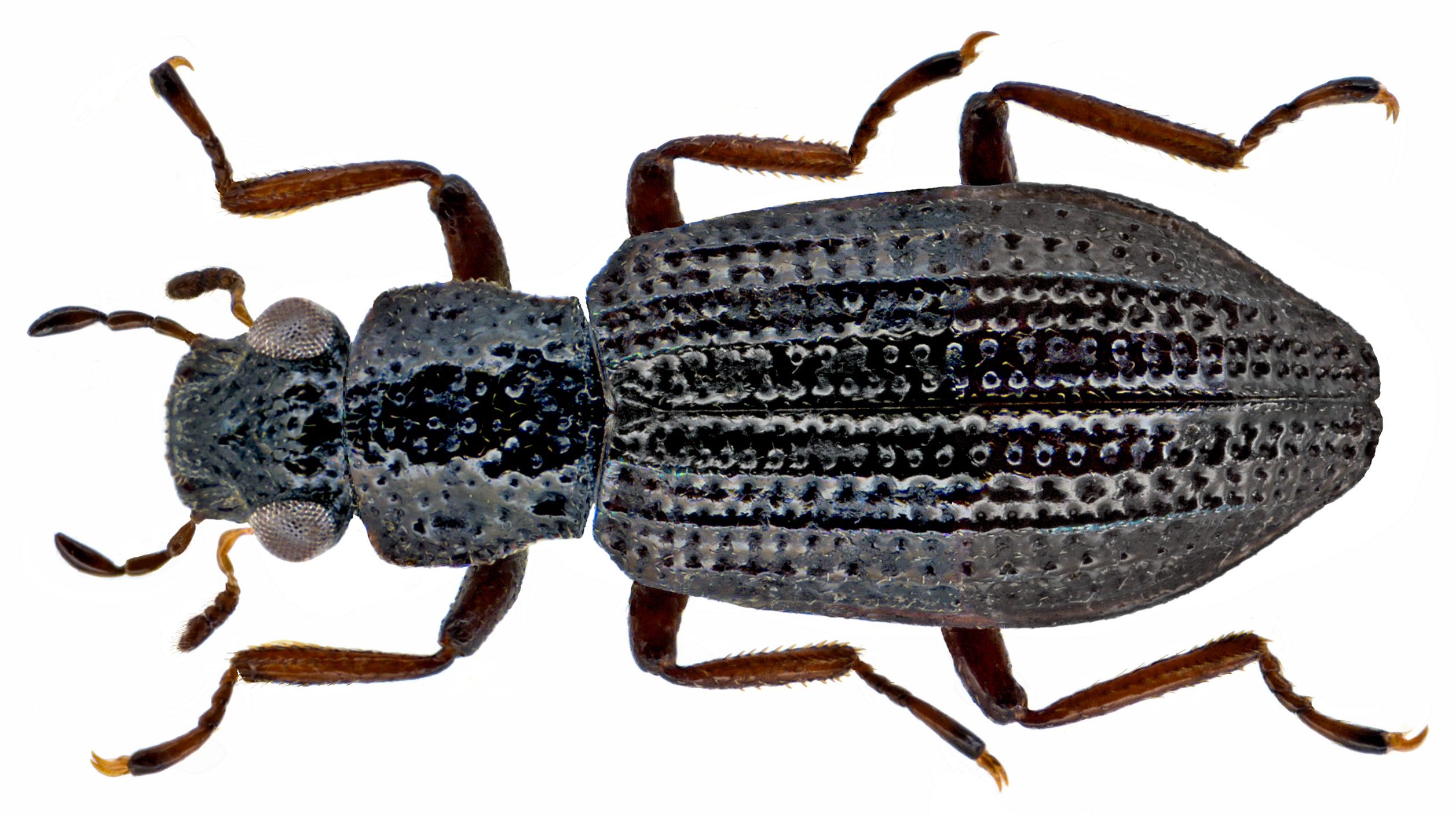
Wodopływek żeberkowany

Wodopływek (Hydrochus) – rodzaj chrząszczy z nadrodziny kałużnicokształtnych i rodziny wodopływkowatych. Rozmieszczony kosmopolitycznie. Zarówno larwy, jak i postacie dorosłe są owadami wodnymi, przemieszczającymi się po podłożu. Obejmuje około 280 opisanych gatunków.

## Morfologia

### Owad dorosły
Chrząszcze o wydłużonym, zwykle dość smukłym ciele długości od 1,5 do 6 mm, w zarysie wyraźnie między przedpleczem a pokrywami przewężonym, zazwyczaj słabo lub przeciętnie wypukłym, rzadko sklepionym silnie. Na powierzchni głowy i przedplecza występują ziarenka z punktami szczecinkowymi, często metalicznie połyskujące, ale niekiedy zlewają się one lub zanikają, w tym ostatnim przypadku pozostawiając same punkty. 
Głowa zaopatrzona jest w silnie wyłupiaste, półkuliste, z przodu niewykrojone oczy złożone rozstawione na mniej więcej pięć swoich szerokości, z tyłu odgraniczone od skroni delikatnymi listewkami. Na czole oprócz bruzdy wzdłuż środka występuje para dołkowatych bruzdek po bokach. Zarys głowy jest przed oczami stosunkowo wąski, a za oczami gwałtownie zwężony. Nie przekraczające długością połowy szerokości głowy czułki zbudowane są z siedmiu członów, z których nóżka jest gładka i nie grubsza od trzonka, a trzy ostatnie formują dość zwartą, gęsto owłosioną buławkę. Odcięty bruzdowato wgłębionym szwem epistomalnym nadustek jest lekko wypukły, ma ściętą przednią krawędź i kanciaste kąty przednie oraz nie zasłania zwężonej ku zaokrąglonej krawędzi przedniej i opatrzonej w kolcowate szczecinki na krawędziach bocznych wargi górnej. Dobrze wykształcone, na szczycie trójzębne żuwaczki mają przedni i boczny brzeg ustawione pod kątem rozwartym i pozbawione są ruchomego wyrostka na powierzchni wewnętrznej. Szczęki mają krótkie i spłaszczone żuwki zewnętrzne z szeregami dowierzchołkowo zakrzywionych szczecinek na szczycie. Głaszczki szczękowe nie osiągają połowy szerokości głowy i mają niesymetryczny, nieznacznie dłuższy od przedostatniego człon ostatni. Dość płaska bródka wypuszcza ku przodowi rozwartokątny wyrostek zasłaniający podstawy krótszych od niej głaszczków wargowych, cechujących się grubszym od przedostatniego, gruszkowatym, pozbawionym kolców członem ostatnim. Na ponad połowie długości szwy gularne niemal zlewają się ze sobą, a gula jest krótka, poprzecznie trójkątna.
Przedplecze ma na powierzchni duże, okrągłe wciski rozmieszczone w dwóch poprzecznych szeregach – trzy w przednim i cztery w tylnym. W zarysie jest najszersze przed środkiem, wyraźnie ku tyłowi zwężone, o przedniej krawędzi nie przedłużonej w półkowatą wypustkę nad głową, a tylnej krawędzi nie tworzącej po bokach ząbków. Tarczka jest mała i trójkątna, lekko wydłużona. Pokrywy mają po 10 wyraźnie punktowanych rzędów i pozbawione punktowania, często częściowo żebrowato wysklepione, niekiedy opatrzone guzkami międzyrzędy. Pseudoepipleury są wąskie i prawie poziome, a epipleury wąskie i poziome; jedne i drugie dochodzą do szczytu pokryw. Skrzydła tylnej pary są najszersze za pętlą medialno-kubitalną, o stosunkowo długiej, sięgającej połowy długości skrzydła komórce bazalnej, znacznie (niemal o połowę) krótszej komórce klinowatej, słabo widocznej ostrodze kubitalnej i wygraniczonym ostrym wcięciem krawędzi skrzydła płacie jugalnym.
Spód przedtułowia ma delikatne rowki na czułki na hypomerach, ale nie ich na przedpiersiu. Wyrostek międzybiodrowy przedpiersia oddziela przednie biodra, rozszerza się za nimi i tak styka z wyrostkami hypomerów, zamykając w ten sposób panewki biodrowe. Dość płaskie, pozbawione wyniesionego wyrostka śródpiersie jest słabo zwężone ku przodowi i niezlane z mezepisternitami. Biodra pary środkowej są kuliste. Zapiersie jest równomiernie sklepione, pozbawione przednio-bocznej listewki łukowatej i linii udowych. Biodra tylnej pary są bocznie zwężone i wąsko oddzielone. Metepisternity są prawie równoległe, odsłonięte. Przedpiersie, śródpiersie i zapiersie mają dołkowate punktowanie oraz gęste, jedwabiste owłosienie hydrofobowe.
Odnóża mają dość smukłe i walcowate golenie z bardzo delikatnymi kolcami na powierzchniach zewnętrznych i bardzo małymi ostrogami wierzchołkowymi oraz bez włosków pływnych, zaś stopy zbudowane z pięciu od spodu opatrzonych bardzo delikatnymi kolcami i pozbawionych włosków pływnych z wierzchu członów, z których ostatni jest mniej więcej tak długi jak pozostałe razem wzięte, wyposażony w dwuszczecinkowe empodium i zwieńczony dość dużymi pazurkami.
Odwłok ma pięć widocznych sternitów o powierzchni matowej, gęsto porośniętej jedwabistym owłosieniem. Cztery pierwsze z nich mają poprzeczne, nieregularne szeregi dużych, dołkowatych punktów, a pierwszy także tępe i dość długie żeberko wzdłuż środka, piąty natomiast ma kilka dołkowatych punktów i poprzeczną, półprzezroczystą płytkę na tylnej krawędzi (autapomorfia rodzaju). Pod pokrywami na trzecim laterosternicie brak jest elementów aparatu strydulacyjnego.

### Larwa
Larwa ma głowę prognatyczną, w zarysie prawie prostokątną, o symetrycznym nasale, symetrycznych i słabo rozwiniętych płatach epistomalnych, krótkich i U-kształtnych szwach czołowych oraz małych, położonych blisko siebie lub zlanych oczkach larwalnych. Przysadziste czułki zbudowane są z trzech członów, z których pierwszy jest największy, porośnięty kolcami i szczecinkami na wewnętrznym brzegu, drugi krótki i opatrzony wyrostkiem zmysłowym, a trzeci najkrótszy. Symetryczne żuwaczki cechują się pokrytym krótkimi i ostrymi kolcami płatem pseudomolarnym u podstawy oraz retynakulum lub ząbkiem na powierzchni wewnętrznej. Głęboka bruzda szczękowa odsłania błonę stawową szczęk. Szczęki pozbawione są żuwek zewnętrznych, a wewnętrzne przybierają postać małych guzków ze szczecinkami. Głaszczki szczękowe mają człony drugi i trzeci szerokie, a ostatni trochę dłuższy i prawie stożkowaty. Warga dolna dysponuje dużym prawie prostokątnym podbródkiem, prawie trapezowatą do prawie kwadratowej bródką, prawie prostokątnym do prawie kwadratowego przedbródkiem i dwuczłonowymi głaszczkami. Poza tym spód głowy cechuje się dobrze odseparowanymi szwami gularnymi. Tułów ma duże przedplecze oraz prawie owalne śródplecze i zaplecze. Odnóża są dobrze wykształcone, pięcioczłonowe. Odwłok ma segmenty o miękkich, nieskórzastych, pozbawionych bocznych wyrostków powierzchniach oraz zaopatrzony jest w dwuczłonowe urogomfy. Ósmy i dziewiąty segment zmodyfikowane są, tworząc przedsionek przetchlinkowy. Tylko ósmy segment ma funkcjonalne przetchlinki.

## Ekologia i występowanie
Zarówno larwy, jak i postacie dorosłe są owadami wodnymi, łażącymi po podłożu, w przypadku dorosłych bardzo powolnie. Zasiedlają głównie wody stojące i wolno płynące, zwłaszcza pobrzeża kałuż i bajor, zawsze w towarzystwie roślin wodnych, korzeni lub zanurzonych gałęzi. Osobniki dorosłe żerują na glonach i rozkładającej się materii roślinnej. Oddychają powietrzem atmosferycznym przechowywanym w postaci utrzymywanego włoskami hydrofobowymi pęcherzyka pod spodem ciała, który napełniany jest za pomocą również zaopatrzonych w hydrofobowe owłosienie czułków. Samice składają jaja pojedynczo do niewielkich, płaskich, jedwabnych kapsułek, które przytwierdzają do roślin wodnych, korzeni drzew, kawałków kory lub kamieni w pobliżu brzegu. Larwy klują się z nich po siedmiu lub ośmiu dniach. Są drapieżnikami polującymi na drobne bezkręgowce, w tym skąposzczety.
Rodzaj kosmopolityczny, znany ze wszystkich krain zoogeograficznych. W krainie palearktycznej stwierdzono 27 gatunków, z których 7 wykazano z Polski (zobacz: wodopływkowate Polski).

## Taksonomia
Takson ten wprowadzony został w 1817 roku przez Williama Elforda Leacha. Gatunkiem typowym wyznaczona została Silpha elongata. W 1859 roku Carl Gustaf Thomson umieścił go w rodzinie Hydrochidae, która bywa także traktowana jako podrodzina w obrębie kałużnicowatych.
Do rodzaju tego zalicza się 278 opisanych gatunków:

- Hydrochus abditus Watts, 1999
- Hydrochus accinctus Perkins, 2021
- Hydrochus adelaidae Blackburn, 1888
- Hydrochus adiyamanensis Taşar, 2017
- Hydrochus aenigmatis Watts, 1999
- Hydrochus aequalis Sharp, 1884
- Hydrochus aeruginosus Perkins, 2021
- Hydrochus albertianus J. Balfour-Browne, 1950
- Hydrochus albicans Régimbart, 1906
- Hydrochus aljibensis Castro & Delgado, 1999
- Hydrochus alternatus Perkins, 2020
- Hydrochus amazonicus Perkins, 2021
- Hydrochus amictus Scudder, 1890
- Hydrochus ampliarmus Perkins, 2021
- Hydrochus amrishi (Makhan, 1998)
- Hydrochus anandae Makhan, 2002
- Hydrochus anandi Makhan, 1994
- Hydrochus andrei Makhan, 1994
- Hydrochus angusi Valladares, 1988
- Hydrochus angustatus Germar, 1824
- Hydrochus argutissimus Perkins, 2019
- Hydrochus argutoides Perkins, 2021
- Hydrochus argutulus Perkins, 2021
- Hydrochus argutus (Knisch, 1921)
- Hydrochus armatus Perkins, 2020
- Hydrochus artus Perkins, 2021
- Hydrochus aschae (Makhan, 2002)
- Hydrochus aschnaae (Makhan, 1994)
- Hydrochus aschnakiranae Makhan, 1994
- Hydrochus astrictus Perkins, 2020
- Hydrochus atratus Watts, 1999
- Hydrochus atynderi Makhan, 2002
- Hydrochus australis Motschulsky, 1860
- Hydrochus austrinus Perkins, 2021
- Hydrochus bakkeri Makhan, 1995
- Hydrochus baloghi Makhan, 1993
- Hydrochus basilaris Perkins, 2019
- Hydrochus battjai Makhan, 1992
- Hydrochus beeneni Makhan, 1992
- Hydrochus bernardi Makhan, 1994
- Hydrochus bicarinatus Perkins, 2019
- Hydrochus biexcavatus Perkins, 2021
- Hydrochus binaraiae Makhan, 1994
- Hydrochus binodosus Motschulsky, 1860
- Hydrochus bisinuatus Perkins, 2020
- Hydrochus bisoeni Makhan, 2001
- Hydrochus bisoenpersadi Makhan, 1994
- Hydrochus bituberculatus Perkins, 2019
- Hydrochus boedhani Makhan, 1994
- Hydrochus brevis (Herbst, 1793)
- Hydrochus brevitarsis (Knisch, 1922)
- Hydrochus brianbrowni Makhan, 2005
- Hydrochus bucapitus Perkins, 2020
- Hydrochus burdekinensis Watts, 1999
- Hydrochus callosus LeConte, 1855
- Hydrochus canalis Perkins, 2021
- Hydrochus capensis (Péringuey, 1892)
- Hydrochus casuarius Perkins, 2021
- Hydrochus chitaniei Makhan, 1994
- Hydrochus chitraae Makhan, 1994
- Hydrochus choennii Makhan, 1992
- Hydrochus chubu J. Balfour-Browne & Satô, 1962
- Hydrochus clandestinus Perkins, 2021
- Hydrochus coeneni Makhan, 1992
- Hydrochus collaris Perkins, 2019
- Hydrochus colossus Perkins, 2021
- Hydrochus compactus Perkins, 2021
- Hydrochus conjunctus Perkins, 2019
- Hydrochus constrictus Perkins, 2021
- Hydrochus costulatus Fairmaire, 1898
- Hydrochus cracentis Perkins, 2020
- Hydrochus crenatus (Fabricius, 1792)
- Hydrochus cristatus Oliva, 1996
- Hydrochus cucullatus Watts, 1999
- Hydrochus currani Brown, 1929
- Hydrochus curvus Perkins, 2021
- Hydrochus daviniaae Makhan, 1995
- Hydrochus debilis Sharp, 1882
- Hydrochus decorus Watts, 1999
- Hydrochus deepaki Makhan, 1994
- Hydrochus denarius Perkins, 2019
- Hydrochus deprinsi Makhan, 1994
- Hydrochus dewganeshi Makhan, 2004
- Hydrochus dewnaraini Makhan, 1992
- Hydrochus diffusus Perkins, 2021
- Hydrochus directus Perkins, 2020
- Hydrochus distinctulus Perkins, 2021
- Hydrochus distinctus Perkins, 2021
- Hydrochus diversus Perkins, 2021
- Hydrochus drakei (Knisch, 1921)
- Hydrochus drechseli Makhan, 1995
- Hydrochus dualis Perkins, 2020
- Hydrochus ducalis (Knisch, 1921)
- Hydrochus elineae Makhan, 1994
- Hydrochus elongatus (Schaller, 1783)
- Hydrochus endrodyi Makhan, 2002
- Hydrochus ensifer M. Hansen, 1998
- Hydrochus eurypleuron Watts, 1999
- Hydrochus excavatus LeConte, 1855
- Hydrochus fabiani Makhan, 2001
- Hydrochus falsus Hellman, 2016
- Hydrochus farsicus Hidalgo-Galiana, Jäch & Ribera, 2010
- Hydrochus flavipennis Küster, 1852
- Hydrochus flexibilis Makhan, 1994
- Hydrochus forcipuloides Perkins, 2021
- Hydrochus forcipulus Perkins, 2021
- Hydrochus formosus Perkins, 2019
- Hydrochus foveatus Haldeman, 1852
- Hydrochus fritillus Perkins, 2021
- Hydrochus gitaraiae Makhan, 1994
- Hydrochus grandicollis Kiesenwetter, 1870
- Hydrochus granicollis Lea, 1926
- Hydrochus granulatus Blatchley, 1910
- Hydrochus hamulus Perkins, 2020
- Hydrochus harrydeepaki Makhan, 1994
- Hydrochus harryi Makhan, 1994
- Hydrochus hellenae Makhan, 2004
- Hydrochus hellmani Perkins, 2019
- Hydrochus hiekei Makhan, 1994
- Hydrochus horni Blackburn, 1896
- Hydrochus ibericus Valladares, Díaz & Delgado, 1999
- Hydrochus iduae Makhan, 1994
- Hydrochus ignicollis Motschulsky, 1860
- Hydrochus imamkhani Makhan, 1994
- Hydrochus inaequalis LeConte, 1855
- Hydrochus inornatus Orchymont, 1927
- Hydrochus interioris Blackburn, 1896
- Hydrochus interruptus Heyden, 1870
- Hydrochus irmae Makhan, 2001
- Hydrochus irregularis Perkins, 2021
- Hydrochus jaechi Makhan, 1995
- Hydrochus japonicus Sharp, 1873
- Hydrochus jasodae Makhan, 2002
- Hydrochus jethoeae Makhan, 1993
- Hydrochus jiawanae Makhan, 1996
- Hydrochus kellymilleri Perkins, 2019
- Hydrochus kiranae Makhan, 1994
- Hydrochus kirgisicus Motschulsky, 1860
- Hydrochus kowsiliae (Makhan, 2004)
- Hydrochus kunarajahi Makhan, 1994
- Hydrochus lachmoni Makhan, 1996
- Hydrochus lacustris Nietner, 1856
- Hydrochus laeteviridis Blackburn, 1896
- Hydrochus laevigatus Perkins, 2021
- Hydrochus laferi Shatrovskiy, 1989
- Hydrochus latipennis Perkins, 2020
- Hydrochus latitans Fairmaire, 1889
- Hydrochus leei Perkins, 2019
- Hydrochus lescheni Perkins, 2020
- Hydrochus liquidus Perkins, 2021
- Hydrochus lobatus Perkins, 2019
- Hydrochus lobissimus Perkins, 2020
- Hydrochus longissimus Perkins, 2021
- Hydrochus lubricus Perkins, 2021
- Hydrochus lucidus J. Balfour-Browne, 1954
- Hydrochus macroaquilonius Watts, 1999
- Hydrochus madagascarensis Short & Hebauer, 2006
- Hydrochus mauriciogarciai Perkins, 2019
- Hydrochus maximus Perkins, 2020
- Hydrochus megaphallus Berge Henegouwen, 1988
- Hydrochus membraneus Perkins, 2021
- Hydrochus mesoamericanus Perkins, 2021
- Hydrochus metallicus Fairmaire, 1898
- Hydrochus metallipes (Knisch, 1921)
- Hydrochus minimus Blatchley, 1919
- Hydrochus mitamurai Hirasawa & Yoshitomi, 2021
- Hydrochus multicolor Lea, 1926
- Hydrochus multicostatus Oliva, 1996
- Hydrochus naraini Makhan, 1993
- Hydrochus nayaritensis Perkins, 2021
- Hydrochus neosquamifer Smetana, 1988
- Hydrochus nigeriensis M. Hansen, 1998
- Hydrochus niloticus Sharp, 1904
- Hydrochus nitidicollis Mulsant, 1844
- Hydrochus nodulifer Reitter, 1897
- Hydrochus nooreinus Berge Henegouwen & Sainz-Cantero, 1992
- Hydrochus numerosepunctatu s Watts, 1999
- Hydrochus obliquus Perkins, 2020
- Hydrochus obnatus J. Balfour-Browne, 1959
- Hydrochus obscuroaeneus Fairmaire, 1879
- Hydrochus obscurus Sharp, 1882
- Hydrochus obsoletus Lea, 1926
- Hydrochus octocarinatus Hochhuth, 1871
- Hydrochus opacus Motschulsky, 1860
- Hydrochus orchymonti Oliva, 1996
- Hydrochus otvosi Makhan, 1993
- Hydrochus pajnii Makhan, 2000
- Hydrochus pallipes Chevrolat, 1863
- Hydrochus panamensis Perkins, 2021
- Hydrochus parvicollis Perkins, 2020
- Hydrochus pauliani Legros, 1946
- Hydrochus perforatus Régimbart, 1905
- Hydrochus perpunctatus Perkins, 2021
- Hydrochus perrinae Makhan, 2002
- Hydrochus personatus Perkins, 2021
- Hydrochus pertuberculatus Perkins, 2020
- Hydrochus pictus Perkins, 2019
- Hydrochus pietersenae Makhan, 1993
- Hydrochus piroei Makhan, 1992
- Hydrochus potenspiculatus Perkins, 2021
- Hydrochus pronotulus Perkins, 2021
- Hydrochus pseudosecretus Oliva, 1996
- Hydrochus pseudosquamifer Miller, 1965
- Hydrochus pumilio (Knisch, 1921)
- Hydrochus pupillus Orchymont, 1939
- Hydrochus purpureus (Knisch, 1921)
- Hydrochus quinarius Perkins, 2021
- Hydrochus radjiei Makhan, 1994
- Hydrochus ramcharani Makhan, 1992
- Hydrochus ramdewi Makhan, 2002
- Hydrochus ramdhanides Newton, 2017
- Hydrochus rectus Perkins, 2021
- †Hydrochus relictus Scudder, 1890
- Hydrochus reticulatus Perkins, 2021
- Hydrochus rhytipterus Jia, Feng-Long & Wu, 1999
- Hydrochus richteri Bruch, 1915
- Hydrochus rishi Makhan, 1995
- Hydrochus rishwani Makhan, 1994
- Hydrochus roberti Shatrovskiy, 1993
- Hydrochus robustus Perkins, 2021
- Hydrochus roepnaraini Makhan, 1994
- Hydrochus roomylae Makhan, 2002
- Hydrochus rufipes Melsheimer, 1844
- Hydrochus rugosus Mulsant, 1844
- Hydrochus rypkemai Makhan, 1994
- Hydrochus sagittarius Perkins, 2019
- Hydrochus samuelsoni Makhan, 1994
- Hydrochus satishanandi Makhan, 1995
- Hydrochus satishi Makhan, 1994
- Hydrochus scabratus Mulsant, 1844
- Hydrochus schereri Makhan, 1995
- Hydrochus sculptissimus Perkins, 2021
- Hydrochus secretus (Knisch, 1921)
- Hydrochus setosus Leech, 1948
- Hydrochus sewnathi Makhan, 1994
- Hydrochus shivaroi Makhan, 2002
- Hydrochus shorti Perkins, 2019
- Hydrochus simplex LeConte, 1855
- Hydrochus simplicatus Perkins, 2020
- Hydrochus simplicicollis Lea, 1926
- Hydrochus sinuatus Perkins, 2020
- Hydrochus smaragdineus Fairmaire, 1879
- Hydrochus soekhnandanae Makhan, 1992
- Hydrochus soemintrae Makhan, 2002
- Hydrochus soesae (Makhan, 2002)
- Hydrochus spanglerorum Perkins, 2019
- Hydrochus spinosus Perkins, 2020
- Hydrochus squamifer LeConte, 1855
- Hydrochus steineri Perkins, 2020
- Hydrochus stolpi Germain, 1901
- Hydrochus studiosorum Oliva, 1996
- Hydrochus subcupreus Randall, 1838
- Hydrochus subovatus Perkins, 2020
- Hydrochus sureshi Makhan, 2002
- Hydrochus tambopaticus Perkins, 2020
- Hydrochus tariqi Ribera, Hernando & Aguilera, 1999
- Hydrochus tarsalis Chevrolat, 1863
- Hydrochus tenuis Fairmaire, 1903
- Hydrochus teunisseni Makhan, 1994
- Hydrochus tineae Makhan, 1994
- Hydrochus triangularis Perkins, 2021
- Hydrochus tripartitus Perkins, 2020
- Hydrochus trituberculatus Perkins, 2021
- Hydrochus tuberculatus M. Hansen, 1998
- Hydrochus umbratilis Watts, 1999
- Hydrochus uniformis Perkins, 2020
- Hydrochus usualis Perkins, 2021
- Hydrochus vagus LeConte, 1852
- Hydrochus vanvondeli Makhan, 1994
- Hydrochus variabilis (Knisch, 1921)
- Hydrochus variabiloides Perkins, 2019
- Hydrochus variolatus LeConte, 1852
- Hydrochus vedantai Makhan, 2002
- Hydrochus velatus Perkins, 2021
- Hydrochus vidyae Makhan, 1998
- Hydrochus xingu Perkins, 2021
- Hydrochus yadavi Makhan, 2000
- Hydrochus zicsii Makhan, 1993